# Mukadima
Mukadima (Muqaddima) ili Uvod, Predgovor, Prelagomena, najveće je djelo arapskog filozofa Ibn Halduna, a moderni mislioci je smatraju jednim od prvih djela sociologije. Knjiga je podijeljena u šest dijelova i bavi se poimanjem društva.

## Sadržaj
- O ljudskom društvu
- O nomadsnom društvu
- O dinastijama
- O sjedilačkom društvu
- O zanatima
- O naukama

## Literatura
- Morelon Régis, Rashed Roshdi (1996). Encyclopedia of the History of Arabic Science. 3. Routledge. ISBN 978-0-415-12410-2.
- William H. McNeill, Jerry H. Bentley, David Christian, ур. (2005). Berkshire Encyclopedia of World History. Berkshire Publishing Group. ISBN 978-0974309101. Недостаје или је празан параметар |title= (помоћ)
- Paul Lagasse, Lora Goldman, Archie Hobson, Susan R. Norton, ур. (2000). The Columbia Encyclopedia (6th изд.). Gale Group. ISBN 978-1593392369. Недостаје или је празан параметар |title= (помоћ)
- Encyclopædia Britannica Online. Encyclopædia Britannica, Inc. Недостаје или је празан параметар |title= (помоћ)

## Spoljašnje veze
- Dijelovi Mukadime na arapskom
- Ibn Khaldūn, Arnold Toynbee, Studija historije vol. iii, III. C. II. (b), pp. 321